# 亚戈·法尔克·席尔瓦
耶高·法爾基·施華（西班牙語：Iago Falque Silva，1990年1月4日—）出生於西班牙加利西亚自治区的維戈，是一名足球運動員，司職中場，现在效力于哥倫比亞足球甲級聯賽球會卡利美洲。

## 生平

### 球會
早年
耶高·法爾基最初在皇家馬德里接受足球訓練，於2011年轉投巴塞隆拿青訓系統。在巴塞青訓學院磨練7年後，獲提升上巴塞隆拿B隊參賽1場，並取得處子入球。
祖雲達斯
2008年8月30日耶高·法爾基與意甲球會祖雲達斯簽署四年合約，並於9月2日介紹予公眾，雖然屬於免費轉會，但如達成指定目標，祖雲達斯仍須向巴塞隆拿支付250萬歐元補償金。2009年8月25日耶高·法爾基獲外借至另一支意甲球隊巴里，惟只能在青年隊上陣，於2010年1月返回祖雲達斯青年隊。
2010年7月29日耶高·法爾基重返西班牙，以借用身份加盟比利亞雷阿爾B隊，並於借用期滿有優先購買權。他一直成為球隊主力，上陣36場及射入11球，球季結果後維拉利爾沒有啟動購買條款，耶高·法爾基惟有返回祖雲達斯。
2011年8月25日耶高·法爾基再被外借至英超球會熱刺，為期一整個球季，同樣於借用期滿有優先購買權。
熱刺
於2012年1月轉會期盟，隨則借至修咸頓直至季尾。。

## 榮譽
國家隊
- 歐洲U-17足球錦標賽冠軍：2007年；
- 世少盃亞軍：2007年；

## 外部連結
- BDFutbol profile（页面存档备份，存于）
- Villarreal CF B profile （西班牙文）
- Futbolme profile（页面存档备份，存于） （西班牙文）
- Transfermarkt profile（页面存档备份，存于）
- 亚戈·法尔克·席尔瓦 – FIFA國際賽競賽紀錄 (存檔)
- 亚戈·法尔克·席尔瓦 – FIFA國際賽競賽紀錄 (存檔)